# Arctosa wittei
Arctosa wittei är en spindelart som beskrevs av Roewer 1960. Arctosa wittei ingår i släktet Arctosa och familjen vargspindlar. Inga underarter finns listade i Catalogue of Life.